# 南仁順

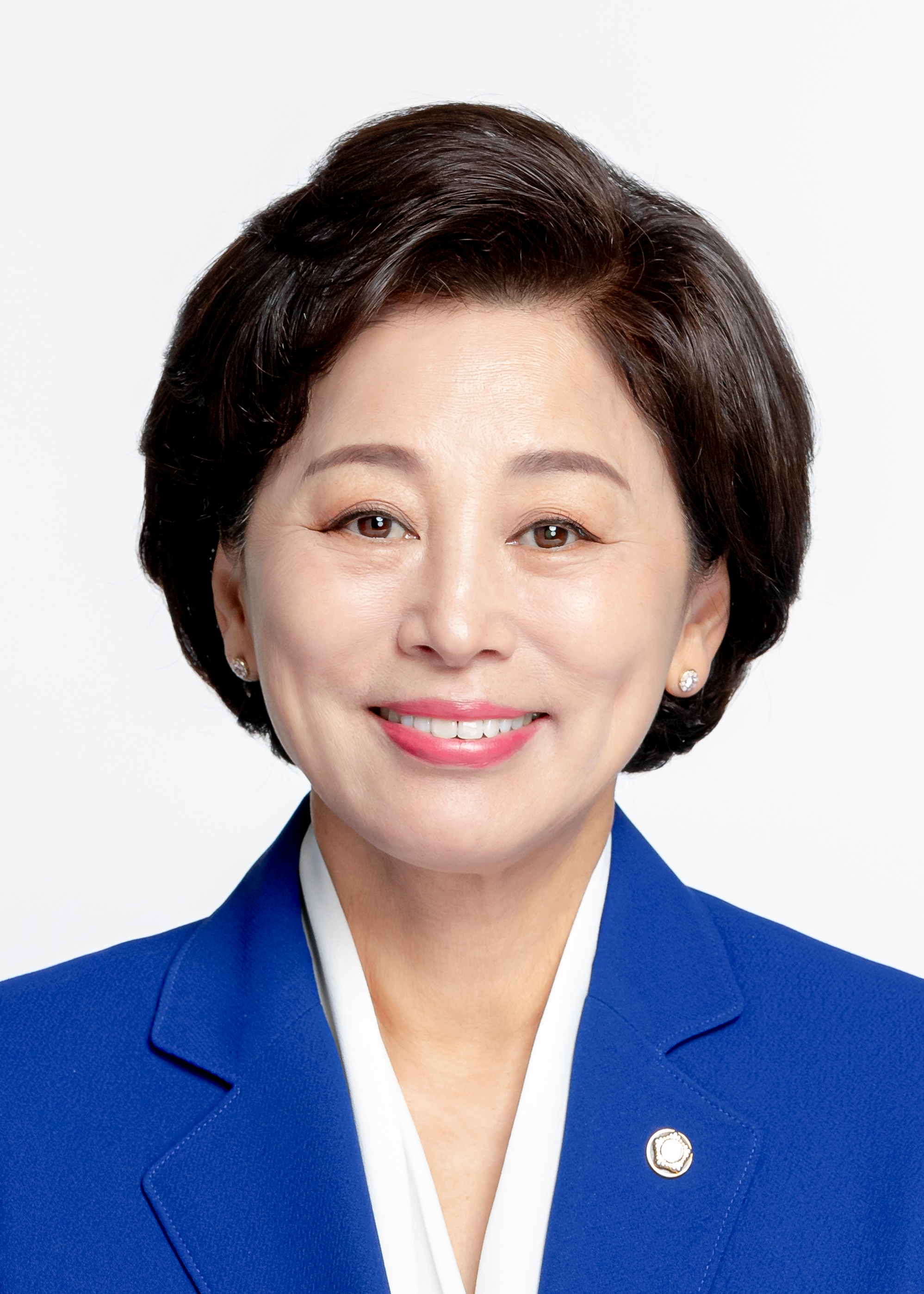
南仁順

南 仁順または南尹 仁順（ナム・インスン、ナミュン・インスン、朝: 남인순/남윤인순、1958年11月5日 - ）は、大韓民国の政治家、社会運動家。第19・20・21・22代韓国国会議員。仁川広域市南洞区間石洞出身。
「南尹仁順」とは両親の姓を併記する名前で、韓国ではフェミニストが中心に推進する運動である。他に類似のケースとしては共に民主党系の「梁李媛瑛」「韓李明淑」が挙げられる。

## 政策
2015年、性売買をする青少年の定義を削除した上、保護処分を廃止し、「被害者」と規定する「児童・青少年の性保護に関する法律改正案」を代表発議し、2020年にこの法案は国会本会議で通過した。なお、2013年9月には「性売買斡旋等行為の処罰に関する法」と「性売買防止及び被害者保護等に関する法」の改正案を代表発議したが、買春側だけを処罰し、売春側を「被害者」と規定するという内容で「衡平性に欠ける」などの批判を受けた。
また、2013年に「軍隊内での強姦罪の犯罪対象を『婦女』から『人』に改正し、加害者に対する懲罰を1年以上の有期刑から5年以上の有期刑に改め、軍隊内の性犯罪に対する処罰を強化しようとする」という軍刑法改正案を代表発議したことで、市民団体「同性愛問題対策委員会」は南が同性愛擁護活動を行ったとみなして非難した。

## 略歴
首都女子師範大学（現・世宗大学校）国語国文学、世宗大学校国語国文学学士、聖公会大学校市民社会福祉大学院社会福祉学修士。
1989年2月～1993年1月：仁川女性労働者会事務局長→副会長
1994年～1997年：韓国女性団体連合事務局長
1997年～2000年：韓国女性団体連合事務次長
2000年～2004年：韓国女性団体連合事務総長
2000年1月～2000年5月：総選市民連帯共同執行委員長、事務総長
2001年8月～2003年7月：文化放送（MBC）視聴者委員
2003年～2004年：国会汎国民政治改革協議会委員
2001年7月～2005年12月：美しい財団配分委員
2004年3月～2005年8月：高齢化と未来の社会委員会委員
2004年4月～2006年8月：国民苦衷処理委員会非常任委員
2005年1月～2006年12月：司法制度改革推進委員会実務委員
2005年1月～2011年1月：韓国女性団体連合常任代表
2005年2月～2011年2月：市民社会団体連帯会議共同代表
2005年9月～2007年12月：大統領直属少子化高齢社会委員会委員
2005年10月～2007年10月：国家人権委員会性差別調停委員
2005年12月～2009年12月：中央生活保障委員会委員
2006年9月～2009年8月：韓国放送公社（KBS）理事
2007年5月～2009年4月：大法院量刑委員会委員
2007年7月～2009年7月：民主平和統一諮問会議諮問委員
2007年9月～2009年8月：教育部法学教育委員会委員
2008年3月～2011年3月：民族和解協力汎国民協議会共同常任議長
2008年7月～2009年6月：女性部政策諮問委員
2011年3月～2013年2月：私が夢見る国共同代表
2012年2月～2012年5月：民主統合党最高委員
2012年5月～2016年5月：第19代国会議員（比例代表、民主統合党→民主党→新政治民主連合→共に民主党）
2012年7月～2016年5月：第19代国会前半期・後半期保健福祉委員会委員
2012年7月～2014年5月：第19代国会前半期女性家族委員会委員
2013年7月～2014年5月：第19代国会前半期予算決算特別委員会委員
2014年5月～2016年5月：第19代国会後半期女性家族委員会幹事
2015年11月～2016年5月：第19代国会後半期保健福祉委員会保育制度改善小委員会委員長
2012年06～：国会性平等政策研究フォーラム共同代表
2012年06～：国会市民政治フォーラム共同代表
2013年5月～2014年3月：民主党対外協力委員会委員長
2014年3月～2014年8月：新政治民主連合対外協力委員会委員長
2014年5月～2015年5月：新政治民主連合院内部代表
2014年8月～2015年3月：新政治民主連合全国女性委員会委員長
2015年3月～2015年12月：新政治民主連合保育特別委員会委員長、共に民主党保育特別委員長
2015年7月～2017年4月：共に民主党ソウル市党乙支路委員会常任委員長
2015年～：動物福祉国会フォーラム運営委員
2015年～：国会国際保健医療フォーラム理事
2015年～：松坡女性セロイルハギセンター運営委員
2015年～：江東松坡環境運動連合顧問
2015年～：韓国多文化家族支援センター協会諮問委員
2016年3月～2016年4月：共に民主党総選政策公約団不平等解消本部長
2016年5月～：第20代国会議員（ソウル松坡区丙、共に民主党）
2016年6月～2018年5月：第20代国会前半期女性家族委員会委員長
2016年6月～2018年5月：第20代国会前半期保健福祉委員会委員
2017年6月～2018年5月：第20代国会前半期予算決算特別委員会委員
2018年7月～：第20代国会後半期保健福祉委員会委員
2017年3月～2017年4月：共に民主党第19代大統領選挙候補文在寅キャンプ女性本部長
2017年4月～2017年5月：第19代大統領選挙共に民主党文在寅候補国民主権選挙対策委員会女性本部本部長
2018年8月～：共に民主党最高委員

## 不祥事
2020年に元ソウル特別市長の朴元淳によるセクハラ事件で被害者女性が7月7日に弁護士を通じて女性団体に支援を要請した後、女性団体は翌8日に南にこの件を知らせ、南はさらにソウル市のジェンダー特別補佐官に連絡し、結果的に朴元淳は自分が告発されたことを知って9日に自殺したことは検察の捜査で分かった。その後、女性団体側は被害者に対して謝罪したが、南はこの件への関与について「ジェンダー特別補佐官に朴市長に関する何かまずいことがあったのについて聞いたけど、流出はしていない」などと一貫して否定していた。
また、事件の発覚後、陳善美、高旼廷と共に被害者女性を「被害呼訴人」と呼んで批判を受けたため、この件について被害者に謝罪した。

## 参考
- 大韓民国国会 - 남인순 (南仁順)